# Антреасян, Гаро
Гаро Антреасян (англ. Garo Antreasian, полное имя Garo Zareh Antreasian; 1922—2018) — американский художник и педагог армянского происхождения.

## Биография
Родился 16 февраля 1922 года в Индианаполисе в семье Зареха (Zareh) и Такухие (Takouhie) Антреасян, которые пережившими геноцид армян 1915 года.
Изучать искусство начал в школе Arsenal Technical High School в Индианаполисе. Затем продолжил обучение в художественной школе Herron School of Art and Design, прервав его из-за Второй мировой войны. Поступил в 1942 году на военную службу в береговую охрану и в качестве военного художника работал на борту десантного корабля — изобразил военные действия США на тихоокеанском театре. По окончании войны Антреасян завершил образование в Herron School of Art and Design и некоторое время преподавал в ней до получения в 1948 году степени бакалавра искусств. В этом же году он был удостоен премии Mary Milken Award for Travel and Study и, получив денежный приз, отправился в Нью-Йорк, где в течение следующих двух лет учился у Уилла Барнетта в Лиге студентов-художников в Нью-Йорке и у Стэнли Уильяма Хейтера в его легендарной студии Atelier 17. 
Интерес к гравюре привел Гаро Антреасяна к литографии. В 1950-е годы он продолжал совершенствовать литографию, в 1952 году провел свою первую персональную выставку на Манхэттене, где представил свои современные гравюры. Он стал первым техническим директором основанной Джун Уэйн мастерской Tamarind Lithography Workshop (1960—1970) в Калифорнии, ныне — Институт Тамаринд. В 1964 году он переехал в Альбукерке, штат Нью-Мексико, где стал преподавателем факультета искусств Университета Нью-Мексико. В 1971 году он стал вместе с Клинтоном Адамсом соавтором книги «The Tamarind Book of Lithography: Art and Techniques», которая стала бестселлером об искусстве литографии на международном уровне. В мастерской Тамаринд Гаро Антреасян работал до 1972 года. До выхода на пенсию в 1988 года он занимался преподавательской деятельностью, читая лекции в Университете Нью-Мексико и других вузах США. За этот период он получил множество наград и признание во всем мире. 
После выхода на пенсию Антреасян полностью посвятил себя своему искусству и собственному наследию, написав в 2015 году книгу «Reflections on life and art».
Умер 3 ноября 2018 года в Альбукерке, по его завещания тело было кремировано.
Работы Гаро Антреасяна включены в постоянные коллекции многих крупных музеев и университетов на всей территории Соединенных Штатов, включая Музей искусств и истории Альбукерке, Музей искусств Университета Нью-Мексико, Метрополитен-музей, Нью-Йоркский музей современного искусства, Бостонский художественный музей Смитсоновский музей американского искусства Музей искусств округа Лос-Анджелес и другие.
Он был почетным доктором Университетf Пердью и членом Нью-Йоркской National Academy of Fine Arts, а также стипендиатом Фулбрайта и приглашенным художником в Бразилии.